# World RX de Letonia 2018
El World RX de Letonia 2018, originalmente Neste World RX of Latvia, es una prueba de Rallycross en Letonia válida para el Campeonato Mundial de Rallycross. Se celebró en el Biķernieku Kompleksā Sporta Bāze en Biķernieki, Daugavpils, Letonia.
Johan Kristoffersson consiguió su sexta victoria consecutiva y octava de la temporada a bordo de su Volkswagen Polo R, seguido de Mattias Ekström y Sébastien Loeb.

## Series
| Pos. | No. | Piloto               | Equipo                          | Auto              | Q1  | Q2  | Q3  | Q4  | Pts |
| ---- | --- | -------------------- | ------------------------------- | ----------------- | --- | --- | --- | --- | --- |
| 1    | 1   | Johan Kristoffersson | PSRX Volkswagen Sweden          | Volkswagen Polo R | 1º  | 1º  | 3º  | 1º  | 16  |
| 2    | 9   | Sébastien Loeb       | Team Peugeot Total              | Peugeot 208       | 2º  | 11º | 2º  | 2º  | 15  |
| 3    | 5   | Mattias Ekström      | EKS Audi Sport                  | Audi S1           | 3º  | 2º  | 4º  | 7º  | 14  |
| 4    | 21  | Timmy Hansen         | Team Peugeot Total              | Peugeot 208       | 5º  | 18º | 1º  | 3º  | 13  |
| 5    | 11  | Petter Solberg       | PSRX Volkswagen Sweden          | Volkswagen Polo R | 4º  | 3º  | 12º | 4º  | 12  |
| 6    | 13  | Andreas Bakkerud     | EKS Audi Sport                  | Audi S1           | 6º  | 4º  | 11º | 9º  | 11  |
| 7    | 68  | Niclas Grönholm      | GRX Taneco Team                 | Hyundai i20       | 8º  | 6º  | 10º | 10º | 10  |
| 8    | 51  | Nico Müller          | EKS                             | Audi S1           | 7º  | 19º | 5º  | 6º  | 9   |
| 9    | 36  | Guerlain Chicherit   | GC Kompetition                  | Renault Mégane RS | 9º  | 12º | 7º  | 11º | 8   |
| 10   | 71  | Kevin Hansen         | Team Peugeot Total              | Peugeot 208       | 15º | 17º | 6º  | 5º  | 7   |
| 11   | 7   | Timur Timerzyanov    | GRX Taneco Team                 | Hyundai i20       | 10º | 9º  | 14º | 12º | 6   |
| 12   | 33  | Liam Doran           | GC Kompetition                  | Renault Mégane RS | 13º | 10º | 17º | 8º  | 5   |
| 13   | 44  | Timo Scheider        | All-Inkl.com Münnich Motorsport | SEAT Ibiza        | 18º | 7º  | 8º  | 15º | 4   |
| 14   | 6   | Jānis Baumanis       | STARD                           | Ford Fiesta       | 12º | 8º  | 15º | 14º | 3   |
| 15   | 57  | Toomas Heikkinen     | MJP Racing Team Austria         | Ford Fiesta       | 11º | 5º  | 13º | 20º | 2   |
| 16   | 96  | Kevin Eriksson       | Olsbergs MSE                    | Ford Fiesta       | 20º | 13º | 9º  | 17º | 1   |
| 17   | 4   | Robin Larsson        | Olsbergs MSE                    | Ford Fiesta       | 17º | 14º | 19º | 13º |     |
| 18   | 32  | Alexander Wurz       | MJP Racing Team Austria         | Ford Fiesta       | 16º | 15º | 18º | 16º |     |
| 19   | 66  | Grégoire Demoustier  | Sébastien Loeb Racing           | Peugeot 208       | 14º | 20º | 16º | 18º |     |
| 20   | 42  | Oliver Bennett       | Oliver Bennett                  | BMW MINI Cooper   | 19º | 16º | 20º | 19º |     |

## Semifinales
Semifinal 1
| Pos. | No. | Piloto               | Equipo                 | Tiempo    | Pts |
| ---- | --- | -------------------- | ---------------------- | --------- | --- |
| 1    | 1   | Johan Kristoffersson | PSRX Volkswagen Sweden | 04:59.652 | 6   |
| 2    | 5   | Mattias Ekström      | EKS Audi Sport         | +3.297    | 5   |
| 3    | 68  | Niclas Grönholm      | GRX Taneco Team        | +7.228    | 4   |
| 4    | 11  | Petter Solberg       | PSRX Volkswagen Sweden | +12.691   | 3   |
| 5    | 36  | Guerlain Chicherit   | GC Kompetition         | +14.736   | 2   |
| 6    | 7   | Timur Timerzyanov    | GRX Taneco Team        | +1 Vuelta | 1   |

Semifinal 2
| Pos. | No. | Piloto           | Equipo             | Tiempo     | Pts |
| ---- | --- | ---------------- | ------------------ | ---------- | --- |
| 1    | 9   | Sébastien Loeb   | Team Peugeot Total | 05:03.401  | 6   |
| 2    | 21  | Timmy Hansen     | Team Peugeot Total | +2.139     | 5   |
| 3    | 71  | Kevin Hansen     | Team Peugeot Total | +4.451     | 4   |
| 4    | 13  | Andreas Bakkerud | EKS Audi Sport     | +6.436     | 3   |
| 5    | 33  | Liam Doran       | GC Kompetition     | +11.336    | 2   |
| 6    | 51  | Nico Müller      | EKS                | +6 Vueltas | 1   |

## Final
| Pos. | No. | Piloto               | Equipo                 | Tiempo    | Pts |
| ---- | --- | -------------------- | ---------------------- | --------- | --- |
| 1    | 1   | Johan Kristoffersson | PSRX Volkswagen Sweden | 05:01.530 | 8   |
| 2    | 5   | Mattias Ekström      | EKS Audi Sport         | +2.306    | 5   |
| 3    | 9   | Sébastien Loeb       | Team Peugeot Total     | +3.332    | 4   |
| 4    | 68  | Niclas Grönholm      | GRX Taneco Team        | +3.894    | 3   |
| 5    | 21  | Timmy Hansen         | Team Peugeot Total     | +4.647    | 2   |
| 6    | 71  | Kevin Hansen         | Team Peugeot Total     | +7.386    | 1   |

## Campeonato tras la prueba
| Pos | Piloto               | Pts | Dif |
| --- | -------------------- | --- | --- |
| 1   | Johan Kristoffersson | 254 |     |
| 2   | Mattias Ekström      | 181 | +73 |
| 3   | Andreas Bakkerud     | 179 | +75 |
| 4   | Sébastien Loeb       | 176 | +78 |
| 5   | Petter Solberg       | 175 | +79 |

- Nota: Sólo se incluyen las cinco posiciones principales.